# Danuta Dmowska
Danuta Dmowska-Andrzejuk (Varsavia, 1º marzo 1982) è un'ex schermitrice polacca, vincitrice di una medaglia d'oro ed una d'argento ai campionati mondiali di scherma.
È la moglie di Robert Andrzejuk.

## Palmarès
In carriera ha conseguito i seguenti risultati:
- Mondiali di scherma

Lipsia 2005: oro nella spada a squadre.
Adalia 2009: argento nella spada a squadre.
- Europei di scherma

Zalaegerszeg 2005: argento nella spada a squadre.
Plovdiv 2009: argento nella spada a squadre.
Lipsia 2010: oro nella spada a squadre.